# Enjoy Records
Enjoy Records was een Amerikaans platenlabel opgericht in 1962 door Bobby Robinson. Het label werd gerund vanuit Robinson's platenzaak aan 125th Street in Mantattan.
Enjoy Records startte met blues, rhythm & blues, en rock-'n-roll. Vanaf 1979 werden veel platen opgenomen van de oorspronkelijke old-school hip-hop en MC's, zoals Grandmaster Flash and the Furious Five, Funky 4+1, Spoonie Gee, en de Treacherous Three.
Het label stopte in 1987, maar Robinson's platenzaak bleef geopend.